# Etòsir
Etòsir (en grec antic: Γοιτόσυρος, Οιτόσυρος) era una divinitat dels escites. Heròdot explica que equivalia a l'Apol·lo grec.
Etòsir estava associat a la deessa Argimpasa, assimilada a Afrodita, per Heròdot, que a més estableix una semblança entre Etòsir i Apol·lo, el déu arquer. El nom escita Gaiϑāsūra està segurament emparentat amb l'avèstic Gaoiiaoⁱtiš.sūrō, un epítet de Mitra: el «Senyor de la terra del bestiar», una deïtat de la cultura ramadera.
S'han trobat representacions d'un déu solar amb un cap radiant i dalt d'un carruatge estirat per dos o quatre cavalls en enterraments escites del segle iii aC i posteriors, que podrien ser representacions d'Etòsir. Els estudiosos ressalten la naturalesa solar d'aquest déu, i l'associen també amb Hèlios, déu del Sol i de la llum. Li donen la funció de pastor i guardià del bestiar, ja que la ramaderia era la base del benestar de la societat escita. El seu paper d'arquer i vencedor de monstres està relacionada amb la guàrdia dels ramats.